# Heilige-Geist-Kirche (Berlin-Moabit)

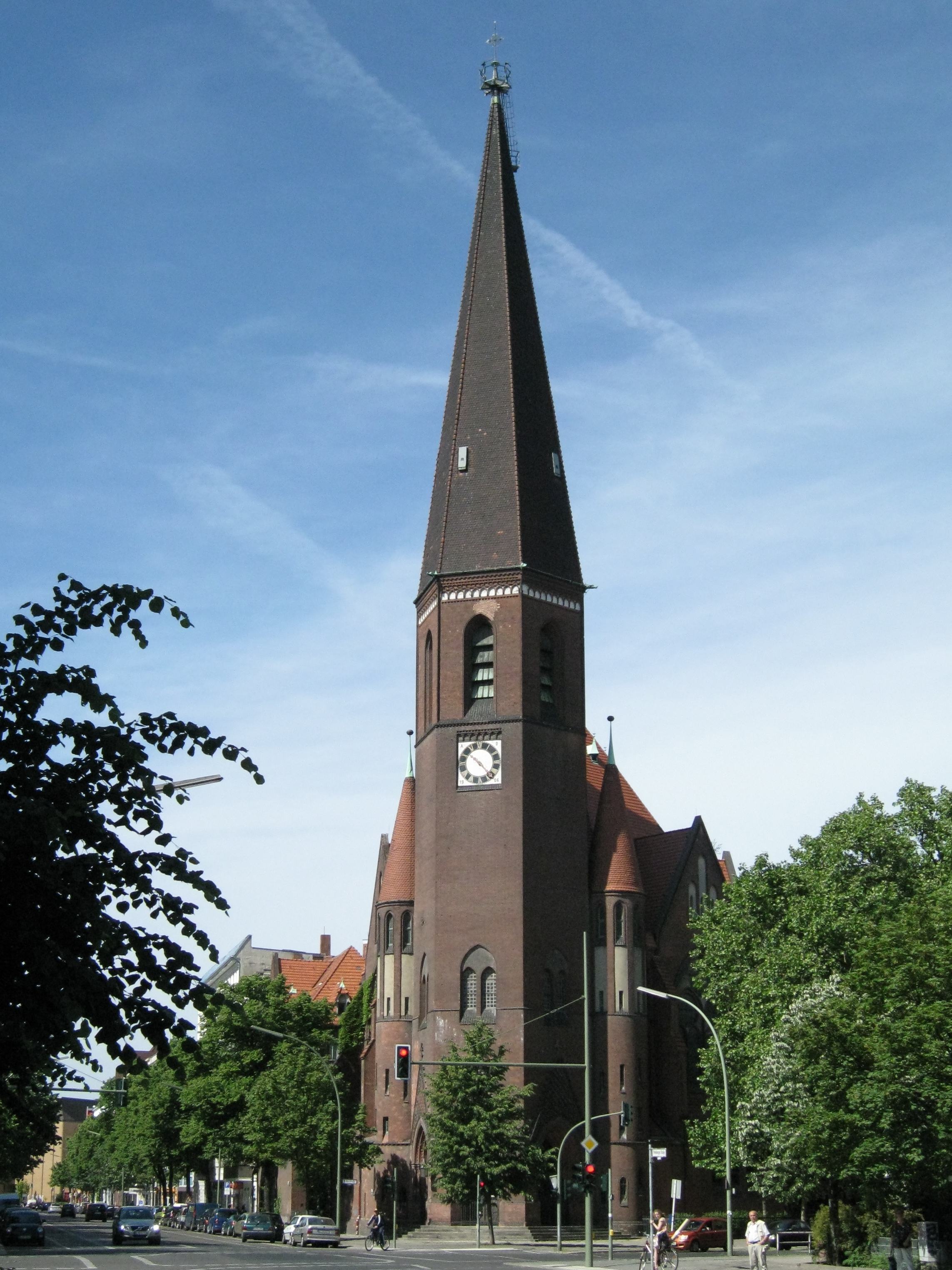
Die Heilige-Geist-Kirche in Berlin-Moabit

Die 1905–1906 nach Plänen von Georg Dinklage und Ernst Paulus errichtete evangelische Heilige-Geist-Kirche auf dem spitzwinkligen Eckgrundstück Perleberger Straße 36/Birkenstraße 60/61 bildet den städtebaulichen Mittelpunkt des Stephankiezes im Berliner Ortsteil Moabit. Am 19. Dezember 1906 wurde die Kirche in Anwesenheit von Kaiserin Auguste Viktoria eingeweiht. Im Zweiten Weltkrieg hat die Heilige-Geist-Kirche nur ganz geringe Schäden davongetragen. Lediglich die farbigen Glasfenster mussten ersetzt werden. Die Kirche in historisierendem gotischen Stil, an märkische Traditionen erinnernd, steht unter Denkmalschutz. Die Evangelische Kirchengemeinde Heilige-Geist gehört zum Kirchenkreis Berlin Stadtmitte (KKBS) der Evangelischen Kirche Berlin-Brandenburg-schlesische Oberlausitz (EKBO).

## Geschichte
Die historische Heilige-Geist-Kapelle in der Spandauer Straße in Mitte wurde zum Namensgeber für den geplanten Neubau.
In der zweiten Hälfte des 19. Jahrhunderts stieg die Bevölkerungszahl Moabits als Folge der Industrialisierung schnell an. Die Johanniskirche war zu klein geworden. Nachdem die Johannisgemeinde in den Jahren 1892–1894 die erste Tochterkirche, die Heilandskirche, gebaut hatte, sollte für die evangelischen Christen, die in Neu-Moabit lebten, ebenfalls eine Tochterkirche geschaffen werden.
Im Jahr 1900 wurde für den Bau einer Kirche auf einem früheren Kohlenplatz ein Wettbewerb ausgeschrieben, mit dem Wunsch, ein Gebäude in niederdeutscher Backsteingotik zu errichten. Da der Bauplatz ein spitzwinkliges Dreieck war, konnte die sonst übliche Kreuzform nicht eingehalten werden. Für ihren Entwurf eines sechseckigen Zentralbaus erhielten die Architekten Dinklage und Paulus den 1. Preis und ihr Entwurf wurde umgesetzt.
Am 2. September 1905 erfolgte die Grundsteinlegung, am 19. Dezember 1906 wurde die Kirche eingeweiht. Die Kaiserin Auguste Viktoria spendete der neuen Kirche eine große silberbeschlagene Altarbibel mit einer eigenhändigen Widmung, die im Jahr 1986 bei Bauarbeiten aus der Kirche gestohlen wurde.
Am 16. Januar 1907 wurde die neue Heilige-Geist-Gemeinde von der Muttergemeinde rechtmäßig getrennt. Sie hatte seinerzeit rund 25.000 Gemeindemitglieder, im Jahr 2011 hatte die Heilige-Geist-Gemeinde noch 1.511 Seelen. Um bei sinkenden Mitgliederzahlen die pfarramtlichen Aufgaben besser wahrzunehmen zu können, haben die fünf evangelischen Gemeinden in der Region Tiergarten, das sind St. Johannis, Kaiser-Friedrich-Gedächtnis, Moabit West, Erlöser, Heiland und Heilige Geist, zum 1. Januar 2011 einen gemeinsamen Pfarrsprengel gebildet, ohne ihre Selbstständigkeit aufzugeben.

## Gebäude

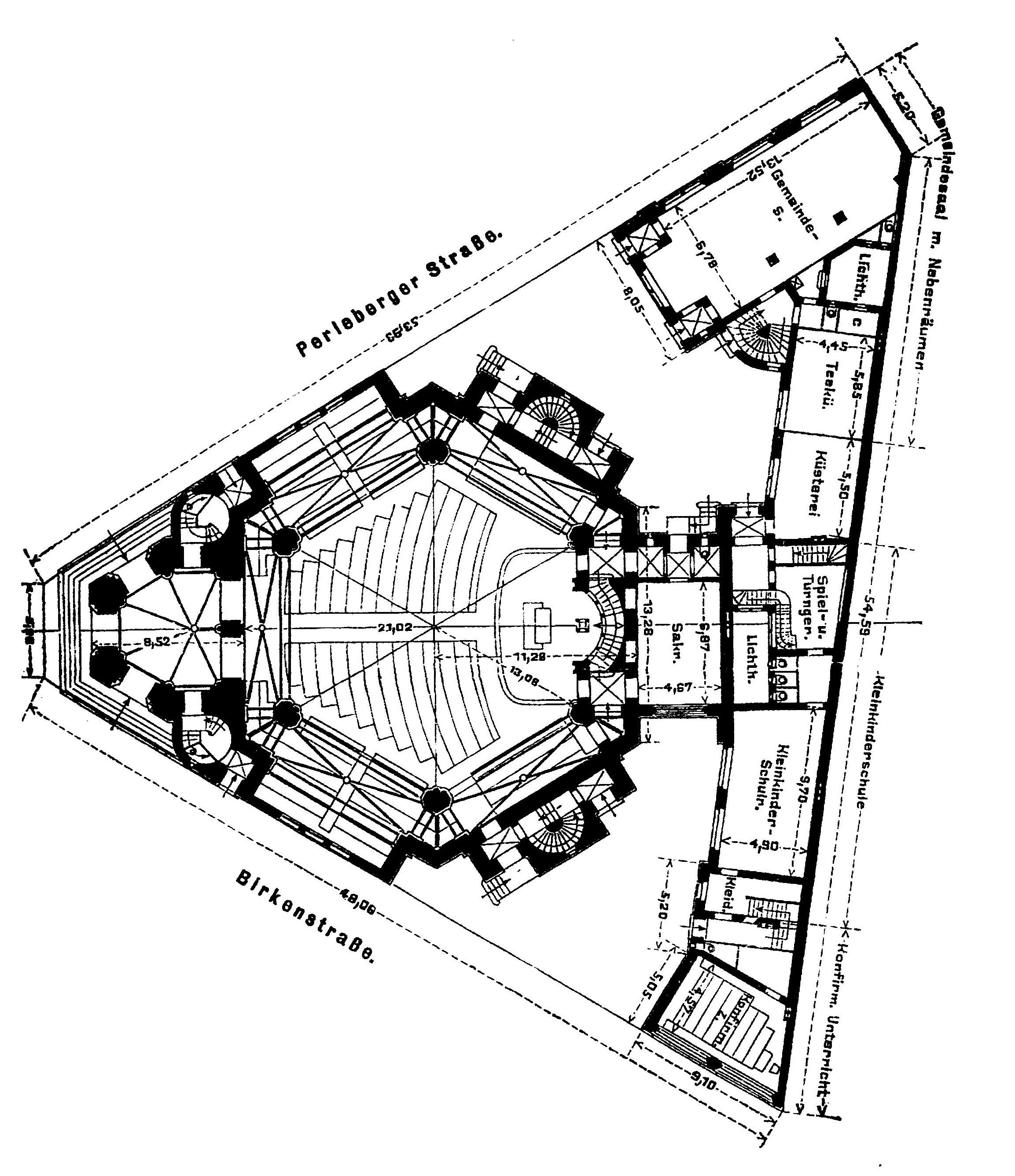
Grundriss der Heilige-Geist-Kirche

### Kirchenschiff
Der sechseckige neugotische Mauerwerksbau, der mit roten Rathenower Ziegeln verblendet ist, weist frühgotische Formen auf. Die Seitenfronten mit ihren steilen Giebeln enthalten Radfenster. Der Turm bildet mit seinen drei Portalen den Zugang zur Vorhalle des Gotteshauses. Der Kirchenraum mit seinen früher über 900 Plätzen wird von hohen Pfeilern mit Akanthuskapitellen beherrscht, die ein sechsteiliges Sterngewölbe tragen. Die Vorhalle war ursprünglich ebenfalls mit einem Sterngewölbe ausgestattet. Das am 21. August 1910 eingeweihte Pfarr- und Gemeindehaus fügten die Architekten an die Rückwand des Orgelchores an. Dadurch entstanden zwischen der Kirche und den beiden Straßenseiten zwei Höfe. Die Baukosten für das Pfarr- und Gemeindehaus betrugen 178.000 Mark, für die Kirche wurden 362.385 Mark aufgewendet.
Weil die Beheizung der Kirche sehr kostenaufwendig war, fand der Gottesdienst im Winter in der Sakristei statt, die unter der Orgelempore liegt. Die Sakristei war mit einem alten Harmonium ausgestattet.
Zwischen Herbst 2010 und Frühjahr 2011 wurden die Heizung modernisiert und das Kircheninnere umgebaut. Jetzt stehen im Kirchenraum noch 450 Plätze zur Verfügung, durch die neue Fußbodenheizung kann der Gottesdienst wieder das ganze Jahr über in der Kirche stattfinden. Außerdem wurden Glaswände im Kirchenraum eingebaut, hinter denen sich auf der Südseite das Kirchbüro und auf der Nordseite ein Gruppenraum befinden. Die Sakristei wird nun für die Kindergottesdienste genutzt und das Harmonium steht im Saal des Gemeindehauses.

### Turm

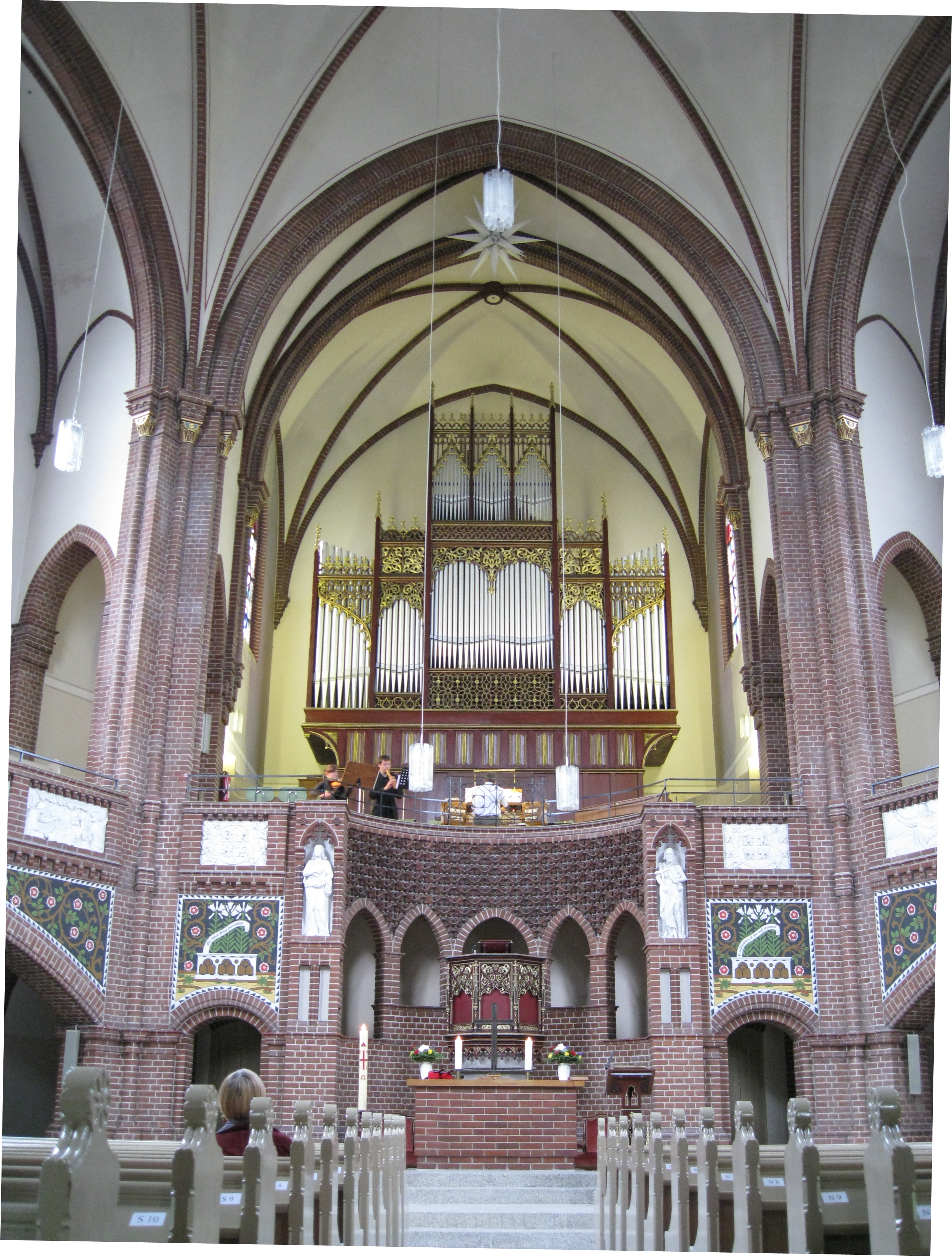
Altar und Orgel der Heilige-Geist-Kirche

Der 78 Meter hohe von zwei Treppentürmen flankierte sechsseitige Kirchturm dominiert die Straßenecke. In ihm befinden sich die Glocken und die elektrische Turmuhr. Ursprünglich hatte die Heilige-Geist-Kirche drei Bronzeglocken. Im Ersten Weltkrieg wurden die Glocken zu Kriegszwecken eingeschmolzen, ebenso das zweite Geläut im Zweiten Weltkrieg. Im Jahr 1954 erhielt die Kirche drei Gussstahlglocken, die aus der von Jürgen Kröger 1904–1906 erbauten Melanchthonkirche am Planufer in Berlin-Kreuzberg stammen, die 1924 von der Kunst- und Glockengießerei Lauchhammer hergestellt wurden. Die Melanchthonkirche wurde 1944 völlig zerstört und nicht wieder aufgebaut.
| Glocke | Schlagton | 0Gewicht0 | Durchmesser | Höhe   | Inschrift                                                                          |
| ------ | --------- | --------- | ----------- | ------ | ---------------------------------------------------------------------------------- |
| 1      | d'        | 1834 kg   | 182 cm      | 135 cm | KOMMT HER ZU MIR ALLE, DIE IHR MÜHSELIG UND BELADEN SEID, ICH WILL EUCH ERQUICKEN. |
| 2      | f         | 1014 kg   | 146 cm      | 110 cm | GLAUBET IHR NICHT, SO BLEIBET IHR NICHT.                                           |
| 3      | a         | 0594 kg   | 117 cm      | 089 cm | EINIG, EINIG, EINIG.                                                               |

## Ausstattung
Die beiden Sitzreihen im Parterre sind entsprechend dem Wiesbadener Programm radial um die an einer Stelle konzentrierten Prinzipalstücke angeordnet. Dieser richtungsweisende Aufbau erinnert an die Kanzelaltäre evangelischer Kirchen des 18. Jahrhunderts. Dinklage und Paulus schufen mit der Heilige-Geist-Kirche die konzeptionell zweckmäßigste und fortschrittlichste Kirche im spätwilhelminischen Berlin.

### Altar
Der auf vier Stufen erhöhte Altar steht dem Eingang gegenüber in einer kleinen Apsis. Der ursprüngliche Altar wurde im Jahr 1945 von russischen Soldaten zerstört, ebenso das ursprünglich dort vorhandene Kreuz. Noch im Herbst 1945 wurde der Altar aus versiegelten Backsteinen neu aufgebaut. Als oberen Abschluss trägt er auf vier Eisenfüßen eine dicke Eichenholzplatte, auf der ein Kreuz steht.

### Kanzel
Die achteckige Kanzel in gotischer Form ist auf einer Empore über dem Altar angebracht. Zwischen Altar und Kanzel befinden sich fünf offene gotische Bögen, die von den Plastiken Johannes der Evangelist und Johannes der Täufer flankiert sind. Auf den unteren Altarstufen etwas seitwärts steht der aus Holz im gotischen Stil geschnitzte Tauftisch. Auf der anderen Seite vom Altar ist ein mit Schnitzereien im gotischen Stil verziertes Lesepult aufgestellt. Der Altar, die Kanzel und das Stehlesepult sind mit Paramenten in den jeweiligen liturgischen Farben bestückt.

### Orgel

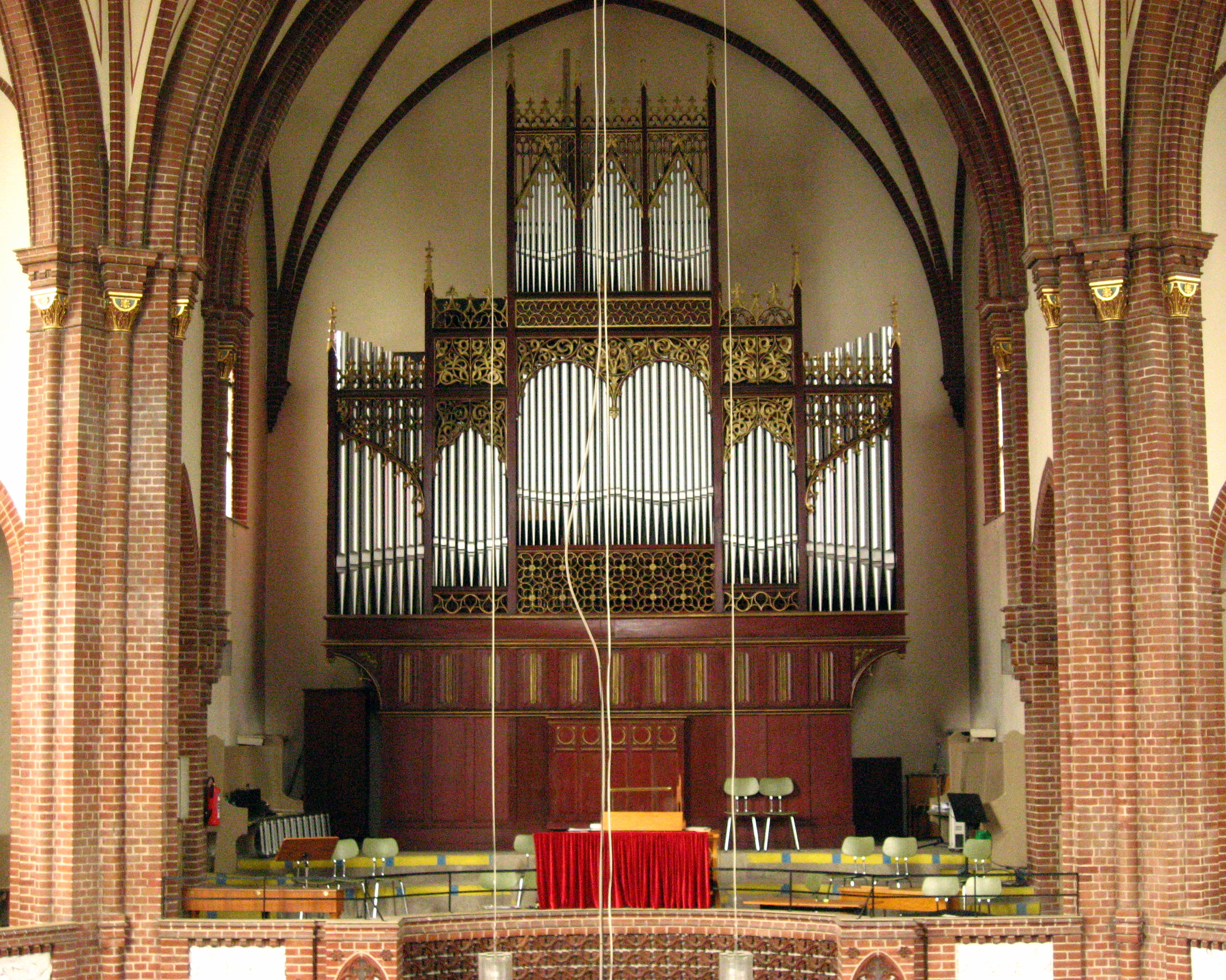
Orgel

Die Orgel von 1906 ist im neugotisch dekorierten Stil gestaltet. Sie erhebt sich über dem Altar und der Kanzel auf einer Empore, die der Turmempore über dem Eingang der Kirche gegenüberliegt. Somit ist sie ein typisches Beispiel für eine Altarorgel. Das Instrument wurde von dem Orgelbaumeister Walcker gebaut (Opus 1319). Ein baulich ähnliches Instrument errichtete Walcker zeitgleich in der benachbarten Reformationskirche. Während des Zweiten Weltkriegs wurde die Orgel verunreinigt, auch einige Pfeifen wurden gestohlen. Ein musikliebender russischer Offizier schützte die Orgel vor weiteren Zerstörungen. 1952 wurden die Schäden an der Orgel behoben. Der Orgelsachverständige Karl Schuke empfahl 1957, die älteste erhaltene Walcker-Orgel Berlins als Denkmal ihrer Epoche zu erhalten. Daraufhin wurde sie gereinigt und schließlich ihre Pneumatik erneuert. In den Jahren 1980 und 1985 erfolgten weitere umfassende Reinigungsarbeiten. Das Instrument hat 39 Register und zwei Transmissionen auf drei Manualen und Pedal. Die Trakturen sind elektrisch.
| I Hauptwerk C–g3 |                |        |
| 1.               | Bourdon        | 16′    |
| 2.               | Principal      | 08′    |
| 3.               | Hohlflöte      | 08′    |
| 4.               | Gemshorn       | 08′    |
| 5.               | Bourdon        | 08′    |
| 6.               | Viola di Gamba | 08′    |
| 7.               | Oktave         | 04′    |
| 8.               | Rohrflöte      | 04′    |
| 9.               | Oktave         | 02′    |
| 10.              | Nachthorn      | 02′    |
| 11.              | Cornett III–V  | 08′    |
| 12.              | Mixtur         | 02 ⁄3′ |
| 13.              | Trompete       | 08′    |

| II Positiv C–g3 |                 |        |
| 14.             | Principal       | 08′    |
| 15.             | Salicional      | 08′    |
| 16.             | Concertflöte    | 08′    |
| 17.             | Quintatön       | 08′    |
| 18.             | Principal       | 04′    |
| 19.             | Flauto dolce    | 04′    |
| 20.             | Flautino        | 02′    |
| 21.             | Rauschquinte II | 02 ⁄3′ |
| 22.             | Oboe            | 08′    |

| III Schwellwerk C–g3 |                  |     |
| 23.                  | Lieblich Gedeckt | 16′ |
| 24.                  | Geigenprincipal  | 08′ |
| 25.                  | Spitzflöte       | 08′ |
| 26.                  | Aeoline          | 08′ |
| 27.                  | Voix celeste     | 08′ |
| 28.                  | Lieblich Gedeckt | 08′ |
| 29.                  | Fugara           | 04′ |
| 30.                  | Traversflöte     | 04′ |
| 31.                  | Piccoloflöte     | 02′ |
| 32.                  | Clarinette       | 08′ |

| Pedal C–f1 |                        |     |
| 33.        | Principalbass          | 16′ |
| 34.        | Violonbass             | 16′ |
| 35.        | Subbass                | 16′ |
| 36.        | Gedecktbass (= Nr. 23) | 16′ |
| 37.        | Oktavbass              | 08′ |
| 38.        | Violoncello            | 08′ |
| 39.        | Sanftbass (= Nr. 26)   | 08′ |
| 40.        | Oktave                 | 04′ |
| 41.        | Posaunenbass           | 16′ |

- Koppeln: III-P, II-P, I-P, Oberoktavkoppel III-I
- Spielhilfen: 1 freie Kombination, Handregister ab, Null-Steller, Tutti, Crescendowalze, Crescendo ab